# Valjni ležaj
Valjni ležaj ili kotrljajući ležaj je strojni dio koji omogućuje, slično kao i klizni ležaj, vođenje pokretnih strojnih dijelova (osovina, vratilo), umetnutih u odgovarajuće kućište. Sastavljeni su od unutarnjeg i vanjskog prstena (ili ploče kod aksijalnih ležajeva), između kojih se u odgovarajuće oblikovanom kavezu vrte valjna tijela. Među valjnim tijelima prevladava trenje valjanja. Valjni ležajevi mogu istovremeno prenositi radijalno i aksijalno opterećenje, samo radijalno ili samo aksijalno opterećenje. Obzirom na opterećenje koje prevladava razlikuju se radijalni i aksijalni valjni ležajevi. Valjna tijela su jednostavnih geometrijskih oblika, vođena u kavezu koji sprječava njihov međusoban dodir, a istovremeno su jednakomjerno raspoređena po obodu ležaja.

## Prednosti i nedostaci valjnihležaja
Valjni ležajevi imaju, u usporedbi s kliznim ležajevima, sljedeće prednosti:
- koeficijent trenja je, zbog trenja valjanja, 25 do 50 % niži nego kod kliznih ležajeva s hidrodinamičkim podmazivanjem (hidraulički ležaj),
- visoka nosivost pri relativno malim dimenzijama,
- zbog manjeg trenja, manji su gubici snage i ležajevi se manje zagrijavaju,
- precizna vrtnja zbog manje zračnosti među valjnim elementima,
- jednostavno održavanje,
- upotrebljivi su za sve položaje vratila,
- standardizirani su, pa je time osigurana jednostavna zamjenjivost ležajeva.

Nedostaci valjnih ležajeva su:
- veća osjetljivost na udarna opterećenja,
- slaba otpornost na mehaničke vibracije, a zvučne čak proizvode,
- skuplji su od jednostavnih kliznih ležajeva,
- sastavljeni su iz velikog broja pojedinačnih dijelova,
- nisu pogodni za popravak, tj. u slučaju kvara treba zamijeniti čitav ležaj,
- zahtjevnija ugradnja i rasklapanje.

## Radijalni valjni ležajevi
Radijalni valjni ležajevi su u osnovi namijenjeni za prenošenje radijalnih opterećenja, iako neke izvedbe omogućavaju i prijenos aksijalnih opterećenja. Međusobno se razlikuju prije svega prema obliku valjnih tijela. U praksi se najviše upotrebljavaju kuglični ležajevi u kojima su valjna tijela kuglice.

### Jednostavni kuglični ležajevi
Jednostavni kuglični ležajevi standardizirani su prema ISO 15, DIN 625 i HRN M C3.600. Dopuštaju velike brzine vrtnje, te su primjereni za prenošenje obostranih radijalnih i aksijalnih opterećenja. S obzirom na to da imaju povoljnu cijenu, u praksi su to najčešće korišteni valjni ležajevi. Izrađuju se u jednorednoj ili dvorednoj izvedbi. Jednoredni kuglični ležajevi su kruti, nerastavljivi radijalni ležajevi u kojima su valjna tijela (kuglice) vođena u dubokim utorima u unutarnjem i vanjskom prstenu ležaja. Imaju približno jednaku radijalnu i aksijalnu nosivost, a od svih vrsta ležajeva najprimjereniji su za najviše brzine vrtnje. Dvoredni kuglični ležajevi imaju, u usporedbi s jednorednima, veću radijalnu nosivost, ali dopuštaju nešto manje brzine vrtnje. U zadnje vrijeme se sve manje upotrebljavaju jer su ih u praksi skoro u potpunosti zamijenili dvoredni kuglični ležajevi s kosim dodirom.

### Samopodesivi kuglični ležajevi
Samopodesivi kuglični ležajevi su standardizirani prema ISO 15, DIN 630 i HRN M. C3.68. Imaju kutnu pokretljivost, pa su zato neosjetljivi na kutna odstupanja i savijanje vratila. Optimalna unutarnja konstrukcija osigurava malo trenje valjnih površina, veću nosivost i dugi životni vijek ležaja. Izrađuju se s valjkastim i stožastim provrtom s nagibom 1:12.

### Kuglični ležajevi s kosim dodirom
Kuglični ležajevi s kosim dodirom standardizirani su prema ISO 15, DIN 628 i HRN M.C3.621. Optimalna unutarnja konstrukcija osigurava veliku točnost vrtnje, veliku nosivost u radijalnom i jednom (jednoredni i dvoredni s T-rasporedom) ili oba (dvoredni) aksijalna smjera, velike brzine vrtnje i miran hod. Aksijalna nosivost ležaja raste s kutom dodira između kuglice i prstenova ležaja. Jednoredni kuglični ležajevi s kosim dodirom imaju kut dodira 40°, nerastavljivi su i dopuštaju velike brzine vrtnje. Na raspolaganju su u dvije izvedbe - normalnoj i univerzalnoj. Dok su ležajevi normalne izvedbe primjereni za uležištenja u kojima je za svaki oslonac potreban samo jedan ležaj koji prenosi aksijalno opterećenje samo u jednom smjeru, ležajevi univerzalne izvedbe predviđeni su za uležištenje dvaju ili više ležajeva zajedno u nizu, s proizvoljnim međusobnim rasporedom.

### Valjkasti ležajevi
Valjkasti ležajevi su standardizirani prema DIN 5412 i HRN M.C3.631 do 642. Geometrija dodira između valjaka i prstenova ležajeva poboljšana je takozvanim logaritamskim profilom dodira, koji omogućuje optimalno podmazivanje i pravilno kretanje kotrljajućih tijela. Posljedica toga je duži životni vijek, pouzdaniji rad i manja osjetljivost na odstupanja od idealnih odnosa. Izrađuju se u jednorednoj ili dvorednoj izvedbi. Jednoredni valjkasti ležajevi mogu biti s kavezom ili bez. Prvi imaju valjke vođene u kavezu, koji je pričvršćen na jednom od prstenova ležaja. Prsten ležaja s pričvršćenim kavezom odvojiv je skupa s valjcima od drugog prstena, što omogućuje jednostavnu ugradnju i rasklapanje ležajeva. Općenito, ovi ležajevi prenose velika radijalna opterećenja, a primjereni su i za velike brzine vrtnje.
Osnovne izvedbe nisu primjerene za dodatna aksijalna opterećenja, ali s odgovarajuće oblikovanim prstenima ovi ležajevi mogu prenositi mala opterećenja i u aksijalnom smjeru. Jednoredni valjkasti ležajevi bez kaveza imaju povećan broj valjaka što omogućuje izradu vrlo kompaktnih sklopova s ležajevima. Odlikuju se malom visinom poprečnog presjeka, u usporedbi sa širinom (malen prostor za ugradnju), te su primjereni za vrlo velika radijalna
opterećenja. Slaba strana su im nešto manje dopuštene brzine vrtnje. Dvoredni valjkasti ležajevi se izrađuju se u pravilu bez kaveza i imaju slična svojstva kao i jednoredni ležajevi, osim što su primjereni za još veća vanjska opterećenja.

### Stožasti ili konični ležajevi
Stožasti ležajevi su standardizirani prema DIN 720 i HRN M.C3.735. Mogu istovremeno prenositi radijalno i aksijalno opterećenje. Obično se izrađuju u jednorednoj izvedbi, a aksijalna opterećenja mogu prenositi samo u jednom smjeru. Ako aksijalne sile djeluju u oba smjera, potrebno ih je pri ugradnje namjestiti zrcalno u odnosu jednog prema drugom. Ležajevi su rastavljivi i omogućuju odvojenu ugradnju unutarnjeg prstena s valjnim vijencem i vanjskog prstena.

### Bačvasti ležajevi
Bačvasti ležajevi su standardizirani prema DIN 635 i HRN M. C3.651 do 657. Slično kao i samopodesivi kuglični ležajevi, kutno su pokretljivi i zato neosjetljivi na kutno odstupanje vratila, ali u usporedbi s njima imaju višu nosivosti u radijalnom i u aksijalnom smjeru. Bačvasti ležajevi su općenito ležajevi upotrebljivi za velika opterećenja.

### Igličasti ležajevi
Igličasti ležajevi su standardizirani prema ISO 1206 (DIN 617). Valjna tijela su valjci manjih promjera (iglice) koji osiguravaju relativno veliku nosivost unatoč malim poprečnim presjecima. Izrađuju se s unutarnjim prstenom ili bez njega, a primjereni su svugdje tamo gdje je u radijalnom smjeru na raspolaganju malo prostora za ugradnju. Igličasti ležajevi s unutarnjim prstenom su upotrebljivi za uležištenja kod kojih nije moguće ili nije ekonomski opravdano kaljenje i brušenje vratila. Igličasti ležajevi bez unutarnjeg prstena predstavljaju optimalno rješenje za uležištenja kod kojih je vratilo moguće kaliti i brusiti. Jedni i drugi su primjereni samo za radijalna opterećenja.

## Aksijalni valjni ležajevi
Aksijalni valjni ležajevi u pravilu prenose samo velika aksijalna opterećenja. Između sebe se razlikuju prema obliku valjnih tijela. 

### Aksijalni kuglični ležajevi
Aksijalni kuglični ležajevi su standardizirani prema ISO 104 (DIN 711) i HRN M.C3.701/705. Mogu prenositi samo aksijalna opterećenja. Izrađeni su kao jednoredni ili dvoredni ležajevi. Prvi prenose aksijalna opterećenja u jednom, a drugi u oba smjera. Jedni i drugi dopuštaju relativno velike brzine vrtnje. Ležajevi su rastavljivi što omogućuje odvojenu ugradnju pojedinih sastavnih dijelova i time lakšu ugradnju.

### Aksijalni valjkasti ležajevi
Aksijalni valjkasti ležajevi imaju vrlo jednostavan oblik i građu. Sastavljeni su od dviju ravnih podloški za ležajeve između kojih je aksijalni vijenac kotrljajućih tijela. Mogu prenositi samo aksijalna opterećenja u jednom smjeru, a stvaraju uležištenja koja su neosjetljiva na udare i zahtijevaju malo prostora. Ležajevi su rastavljivi, pa se svi dijelovi mogu ugraditi odvojeno. Upotrebljavaju se prvenstveno tamo gdje je nosivost aksijalnih kugličnih ležajeva premala.

### Aksijalni igličasti ležajevi
Aksijalni igličasti ležajevi stvaraju kruta uležištenja, neosjetljiva na udarce, koja mogu prenositi velika jednosmjerna aksijalna opterećenja, a trebaju najmanje prostora za ugradnju u aksijalnom smjeru. Za tračnice aksijalnog igličnog vijenca u tim ležajevima mogu se upotrijebiti i čeone površine strojnih dijelova, čime se dodatno ušteđuje na prostoru.

### Aksijalni bačvasti ležajevi
Aksijalni bačvasti ležajevi su standardizirani prema DIN 728 i HRN M.C3.711/715. Tračnice su im postavljene koso na os ležaja, zbog čega mogu, osim aksijalnih, prenositi i radijalna opterećenja. Ležajevi su kutno pokretljivi, te zato neosjetljivi na kutno odstupanje vratila.

## Nosivost i vijek trajanja ležaja
Potrebna veličina ležaja za određeno ležajno mjesto određuje se na temelju vrste ležaja i njegove nosivosti, prisutnih opterećenja, projektnog vijeka trajanja i pogonske sigurnosti. Kao mjerilo nosivosti ležaja pri njihovom dimenzioniranju upotrebljavaju se dinamička i statička nosivost ležaja. Obje veličine predstavljaju osnovna obilježja ležajeva i nalaze se u odgovarajućim katalozima proizvođača.

### Dinamička nosivost ležaja
Dinamička nosivost je kriterij nosivosti pri odabiru dinamički opterećenih ležajeva, odnosno ležajeva kod kojih je prisutna rotacija pod opterećenjem. Ona se određuje na osnovi vijeka trajanja ležaja. Naime, na stazama valjanja pojavljuju se nakon izvjesnog vremena, ovisno o
visini opterećenja, inicijalne pukotine kao prvi znakovi zamora materijala. Rasipanje vremena do pojave zamora materijala (rasipanje vijeka trajanja) je vrlo veliko i kreće se u rasponu od 1:30 do 1:40, kao i kod ostalih ispitivanja na zamor. Ovo je ponajviše uzrokovano neizbježnim razlikama u promjerima valjnih tijela (mjerna tolerancija), što izaziva nejednoliku raspodjelu pritisaka na njih. Utječe još veličina vanjskog promjera ležaja, kvalitet površinske obrade, promjenjivost vanjskog opterećenja i drugo.
Utjecaj svih ovih čimbenika nemoguće je računski obuhvatiti. Zato se niti ne može odrediti trajnost pojedinog ležaja, već je ona definirana kao nominalna trajnost temeljem vjerojatnosti dobivene iz rezultata velikog broja pokusa: nominalna trajnost valjnog ležaja je onaj ukupni broj okretaja kojeg dostigne ili premaši 90 % ležaja jedne serije podvrgnutih istim uvjetima pogona. Pojmom pogonske čvrstoće, kaže se: nominalna trajnost valjnog ležaja pri određenom, konstantnom opterećenju, je broj ciklusa kontaktnih naprezanja za vjerojatnost preživljavanja 90 %, iz jednadžbe ove (preuređene) Woehlerove krivulje za vjerojatnost preživljavanja od 90 %.
Dinamička nosivost valjnog ležaja je ono ekvivalentno dinamičko opterećenje pri kojem nominalni vijek trajanja iznosi milijun okretaja. Pri tome se pretpostavlja da je opterećenje konstantno po smjeru i po veličini i da djeluje centralno na ležaj. Kod projektiranja potrebno je, za poznati vijek trajanja, odrediti dinamičku nosivost ležaja, na osnovu koje će se, iz kataloga proizvođača, odabrati odgovarajući ležaj s najmanje tolikom nosivošću. Ako se proračun nosivosti (trajnosti), želi provesti s većom pouzdanošću, npr. 99,9 % umjesto s 90 %, tada se, za poznatu srednju vrijednost i standardnu devijaciju graničnih opterećenja (ako je dostupno npr. iz kataloga proizvođača), uz pomoć tablica jedinične normalne razdiobe, može odrediti zamjenska, u ovom slučaju manja, dinamička nosivost.

### Ekvivalentno dinamičko opterećenje ležaja
U većini slučajeva opterećenja valjnih ležajeva nisu jednaka onima pri kojima su ležajevi ispitivani. Zbog toga je potrebno izračunati ekvivalentno dinamičko opterećenje ležaja. Ono je određeno kao zamišljeno, po veličini i smjeru konstantno, radijalno ili aksijalno opterećenje koje ima jednak utjecaj na životni vijek ležaja kao i opterećenje koje stvarno djeluje. Za radijalne ležajeve koji prenose samo radijalno opterećenje i za aksijalne ležajeve koji prenose samo aksijalno opterećenje, ekvivalentno dinamičko opterećenje ležaja jednako je stvarnom (radijalnom ili aksijalnom) opterećenju.

## Označavanje valjnih ležajeva
Osnovna oznaka valjnih ležajeva je sastavljena prema DIN 623 od odgovarajuće kombinacije brojeva i slova:
XXXXX
- Prvi broj ili slovo u osnovnoj oznaci predstavlja vrstu ležaja, koja može biti:

0 - dvoredni kuglični ležaj s kosim dodirom
1 - samopodesivi kuglični ležaj
2 - radijalni i aksijalni bačvasti ležajevi
3 - konični ležajevi
4 - jednostavni dvoredni kuglični ležajevi
5 - aksijalni kuglični ležajevi
6 - jednostavni jednoredni kuglični ležajevi
7 - jednoredni kuglični ležajevi s kosim dodirom
8 - aksijalni valjkasti ležajevi
N - jednoredni valjkasti ležajevi (s obzirom na izvedbu može i NJ, NU, NUP, itd.)
NA-  igličasti ležajevi
NN - dvoredni ili višeredni valjkasti ležajevi
QJ - kuglični ležajevi s dodirom u četiri točke
- Drugi i treći broj zajedno predstavljaju dimenzijsku seriju. Pri tome treći broj znači red vanjskog promjera (brojevi 8, 9, 0, 1, 2, 3 i 4), prema kojoj odabranom promjeru uvrta d odgovara precizno određeni vanjski promjer ležaja D. Broj na drugom mjestu definira za svaki pojedini red vanjskog promjera odgovarajući red širine za radijalne ležajeve (brojevi 0, 1, 2, 3, 4 i 5 koji definiraju širinu ležaja B ili T), odnosno red visine za aksijalne ležajeve (brojevi 7, 9 i 1 koji definiraju visinu ležaja H). Geometrijske dimenzije valjnih ležajeva, koje moraju odgovarati dimenzijskoj seriji, standardizirane su prema DIN 616. Vrsta ležaja i dimenzijska serija zajedno predstavljaju seriju ležaja.
- Zadnja dva broja osnovne oznake označuju unutrašnji promjer ležaja (jednak promjeru rukavca) d, koji istovremeno definira veličinu ležaja. Promjeri od 17 mm do 480 mm označavaju se tako da se brojčana vrijednost promjera podijeli s 5. Promjeri iznad 480 mm označavaju se stvarnim brojem milimetara, a za promjere manje ili jednake 17 mm vrijedi: 00=10 mm, 01=12 mm, 02=15 mm, 03=17 mm.